# Jacob Tonson
Jacob Tonson (1655/6 – 1736) è stato un editore e libraio inglese.

## Biografia
Famoso per aver pubblicato le opere di John Dryden, Ben Jonson, Abraham de Moivre e John Milton ma soprattutto per aver ottenuto (comprandolo) il copyright su alcuni lavori di William Shakespeare. Inoltre ha fondato l'allora celebre Kit-Cat Club. Era figlio di un omonimo chirurgo londinese morto nel 1668.